# Vöhringen (Bade-Wurtemberg)
Pour l’article homonyme, voir Vöhringen (Bavière).
Vöhringen est une commune de Bade-Wurtemberg (Allemagne), située dans l'arrondissement de Rottweil, dans le district de Fribourg-en-Brisgau.